# Jordbävningen i Guerrero 2009
Jordbävningen i Guerrero 2009 var en magnitud 5,8 -jordbävning i Mexiko den 27 april 2009.
Epicentrum var 17,07°N 99,39°W, sydöst om Chilpancingo, Guerrero, och på ett djup av 35 km. Jordbävningen kändes i andra delar av centrala Mexiko, som Mexico City och delstaterna Hidalgo, Morelos, Puebla och Veracruz. 
Två kvinnor dog i en hjärtattack i kommunen Acapulco, Guerrero, där fyra hem också kollapsade.